# Ублюдок (фильм, 2014)
«Ублюдок» (англ. Creep) — американский независимый психологический фильм ужасов 2014 года, снятый в жанре найденной плёнки режиссёром Патриком Брайсом. Фильм является его режиссёрским дебютом. Сценаристами фильма выступили Патрик Брайс и Марк Дюпласс. Премьера «Ублюдка» состоялась 8 марта 2014 года на фестивале South by Southwest и после был выпущен на видео по запросу 23 июня 2015 года компанией The Orchard, до международного релиза на Netflix 14 июля 2015 года.
Фильм снят оператором Аароном (Патрик Брайс), который откликнулся на просьбу снять один день жизни умирающего от рака человека (Марк Дюпласс). По мере того, как они сближаются, Аарон понимает, что его клиент возможно не в своём уме. На создание фильма, Брайса вдохновил его опыт работы с сайтом «Крейгслист», а также фильмы «Мой ужин с Андре» (1981), «Мизери» (1990) и «Роковое влечение» (1987). Брайс и Дюпласс перерабатывали сюжет фильма по ходу съёмок, в результате чего появилось несколько версий каждой сцены и несколько альтернативных концовок.
Брайс объявил о своем намерении снять сиквел вскоре после премьеры «Ублюдка» на South by Southwest, «Ублюдок 2» был выпущен на экраны 24 октября 2017 года. Позже были объявлены планы на съёмку третьей части.

## Сюжет
Аарон — видеооператор, который ответил на объявление о вакансии в интернете. Он отправляется в загородный дом, по указанному адресу, однако по прибытии его никто не встречает. После того как Аарон возвращается в свою машину, что бы подождать заказчика, на него неожиданно выпрыгивает Джозеф, человек который разместил объявление. Джозеф рассказывает, что страдает неизлечимой формой рака мозга и хочет записать серию видеороликов для своего будущего сына. Один день Аарон должен будет всюду ходить за Джозефом и снимать его жизнь. На протяжении дня всё более странное поведение Джозефа вызывает у Аарона беспокойство, особенно после обнаружения страшной волчьей маски в шкафу Джозефа. Джозеф рассеивает опасения Аарона, утверждая, что маска была подарком его отца и что он хотел бы, чтобы его будущий сын увидел её. Затем они отправляются в поход в лес.
Они возвращаются в дом уже ночью. Аарон пытается уехать, но Джозеф приглашает его в дом, чтобы немного посидеть и выпить виски. Предполагая, что камера выключена, Джозеф признаётся, что он солгал о маске волка, и рассказывает, что он использовал эту маску, чтобы ворваться в свой собственный дом для того, чтобы изнасиловать свою жену Анджелу, утверждая, что её возбуждает зоофилия. После услышанного Аарон собирается уйти, но не может найти ключи от своей машины. Джозеф настаивает на том, чтобы Аарон остался на ночь, а утром при свете они вместе найдут ключи и Аарон соглашается. Однако Аарон уже не доверяет Джозефу и ему удаётся усыпить последнего, подсыпав ему в виски снотворное. Ища ключи, Аарон слышит, как звонит телефон Джозефа, и идёт в ванную, чтобы ответить на звонок. Оказалось, что звонившая — это Анджела, которая хочет проверить состояние Джозефа. Аарон очень переживает, узнав, что Анджела — это родная сестра Джозефа, а не жена. Она объясняет, что у Джозефа есть психологические проблемы и говорит Аарону немедленно покинуть дом для собственной безопасности. Когда Аарон выходит из ванной, он обнаруживает, что Джозеф пришёл в сознание. Затем Аарон пытается уйти, рассказывая Джозефу, что знает о его психических проблемах и знает, что тот лгал ему. Вместо этого психическая стабильность Джозефа ещё больше ухудшается, и он надевает маску волка. Он пытается заблокировать выход, но Аарону удаётся сбежать.
Некоторое время спустя, находясь уже у себя дома, Аарон получает серию странных записей на DVD дисках от Джозефа. Нервничая, Аарон сообщает о проблеме, но полиция ничего не может сделать, так как он ничего не знает о Джозефе, кроме его (возможно не настоящего) имени, и дом, в котором они были, оказывается сдавался в аренду. На последнем DVD-диске Джозеф предлагает Аарону встретиться в общественном месте, на озере, дабы объяснить причины своего поведения. Пока Аарон ждёт прибытия Джозефа, Джозеф подкрадывается к нему сзади и надевает маску волка. Джозеф достаёт из-под плаща топор и убивает Аарона. Фильм заканчивается тем, что Джозеф с восхищением просматривает ленту об убийстве, заявляя, что Аарон — его любимая жертва на сегодняшний день. Затем он кладет DVD с именем Аарона в шкаф, полный дисков и кассет, содержащих другие имена, с датами, восходящими по меньшей мере к 1996 году. Фильм заканчивается тем, что Джозеф делает ещё один телефонный звонок, на этот раз представляясь Биллом другому оператору, который ответил на одно из его рекламных объявлений.

## В ролях
| Актёр        | Роль            |
| ------------ | --------------- |
| Патрик Брайс | Аарон Франклин  |
| Марк Дюпласс | Джозеф          |
| Кэти Аселтон | Анджела (голос) |

## Производство
Дюпласс говорил, что история фильма «была вдохновлена персонажными драмами, которые в своей основе являются фильмами двух актёров: „Мой ужин с Андре“ (1981), „Мизери“ (1990) и „Роковое влечение“ (1987)», а также «мириады странных впечатлений с «Крейгслиста» за эти годы». Когда Брайс и Дюпласс только начали работать над фильмом, его рабочее название было Peachfuzz («Персиковый пух»), но позже поменяли название на Creep («Ублюдок»), так как оно стало более актуальным и они не хотели, чтобы зрители «провели первые полчаса, пытаясь выяснить, почему фильм называется Peachfuzz и не обратили внимание на очень сложные детали». Они построили весь фильм на серии бесед, которые персонажи вели друг с другом, и большая их часть была импровизацией. Была отснята масса материала, который демонстрировали друзьям и знакомым кинематографистам. В результате по их советам то, что начинали снимать как чёрную комедию, превратилось в фильм ужасов. В результате фильм имел несколько альтернативных конечных сценариев, и Дюпласс заявил, что в нём было «от 10 до 12 вариантов каждой сцены».
Дюпласс говорил о творческом процессе создания своего персонажа, Джозефа: «нас интересовал психологический профиль этого очень, очень странного человека. Мы очень интересовались тем, как вы встречаетесь с людьми и не совсем понимаете, что происходит, но вы начинаете получать знаки. Для нас это был интенсивный зрительный контакт, отсутствие личного пространства, чрезмерное разделение, может быть, слишком много любви здесь и там. Но, по-моему, с обоими этими парнями что-то не так. Глубоко. Эта концепция: „кто же ублюдок в этом сценарии“»? «Для меня было пугающе легко быть этим парнем. Это звучит хуже, чем следовало бы признать, но в Джозефе есть элемент моей личности» говорил Марк Дюпласс. Съёмки «Ублюдка» проходили в очень расслабленной атмосфере, «мы никогда не были привязаны к тому фильму, который вышел на экраны». Дюпласс говорил, что «это был эксперимент» и «самый неподготовленный фильм, который мы когда-либо видели», если бы в итоге фильм получился плохим, то они с Брайсом просто никому бы его не показали и забыли.

## Релиз
Мировая премьера фильма «Ублюдок» состоялась на кинофестивале South by Southwest 8 марта 2014 года, и вскоре после этого права на фильм были приобретены компанией RADiUS-TWC. Планы на октябрь 2014 года, по выпуску видео по запросу, провалились, когда RADiUS не выпустил фильм. В июне 2015 года The Orchard и Sony Pictures Home Entertainment (материнская компания The Orchard) приобрели права на распространение фильма. Фильм был выпущен 23 июня 2015 года на iTunes перед мировым релизом на Netflix 14 июля 2015 года.

### Релиз на носителях
Sony Pictures Home Entertainment выпустила в США «Ублюдка» на DVD 5 апреля 2016 года. В Англии фильм выпустила Kaleidoscope Entertainment, DVD вышел 1 мая 2017 года. В России фильм не издавался.

## Реакция критиков
«Ублюдок» получил положительные отзывы от критиков. Фильм имеет рейтинг одобрения 89 % на сайте агрегатора рецензий Rotten Tomatoes, основанный на 27 отзывах, со средним рейтингом 7,06/10. Критический консенсус гласит: «Умный, странный взгляд на найденные плёнки в жанре ужасов, „Ублюдок“ достаточно умён и хорошо действует, чтобы держать зрителей в напряжении». На Metacritic фильм имеет рейтинг 74 из 100, основанный на 6 отзывах.
The Hollywood Reporter и IndieWire дали фильму положительные отзывы, Indiewire отметил, что хотя у фильма были свои недостатки, в основном они работали только на пользу «Ублюдку». Variety заметил, что «Ублюдок» «мог бы быть более эффектным, если бы перформанс Дюпласса был немного более двусмысленным и у зрителей был шанс хотя бы мимолётно поверить, что Джозеф говорит правду», а также, что «несмотря на жуткие скрытые мотивы своего персонажа, Дюпласс получает значительное влияние, максимально используя вышеупомянутые повороты сюжета».
Shock Till You Drop отозвался о всём фильме в целом, заявив, что: «„Ублюдок“ может сработать для тех, кто не регулярно смотрит фильмы ужасов, но для закалённого фаната — этот фильм часто буксует на месте и ощущается как упражнение в самореализации».
Рецензент с сайта Film.ru Борис Хохлов говорит, что: «Такие фильмы, как „Ублюдок“, очень хочется поддерживать — даже несмотря на то, что это кино, далёкое от совершенства. Просто потому, что это микробюджетный, очень скромный и камерный проект, сделанный тем не менее на совесть». Также он хвалит игру Марка Дюпласа, отмечая, что он «невероятно магнетичен».

## Сиквел
Вскоре после премьеры «Ублюдка» на South by Southwest Дюпласс объявил, что намерен снять продолжение, а после того, как права на распространение фильма были куплены RADiUS-TWC, он также заявил, что планирует создать трилогию. В августе 2014 года Дюпласс также заявил, что они с Брайссом планируют снимать вторую часть серии фильмов «Ублюдок» в конце года, что за это время будет объявлен состав актёров, и что трилогия будет завершена в 2015 году. Однако в феврале 2015 года Дюпласс прокомментировал, что ни он, ни Брайс не смогли начать съемки «Ублюдка 2» из-за проблем с расписанием, поскольку карьеры обоих мужчин значительно расширились с момента выхода первой части, но они оба всё ещё активно занимаются развитием проекта. В мае 2016 года Дюпласс и Брайс объявили о начале обсуждения сиквела. В августе 2016 года Дюпласс рассказал, что начал примерять костюмы для фильма.
В сентябре 2016 года было объявлено, что производство фильма началось, Дюпласс вернётся к своей роли, Дезире Акхаван присоединилась к актёрскому составу, а Брайс вернулся в качестве режиссёра. Премьера фильма «Ублюдок 2» состоялась на кинофестивале в Сиджесе 6 октября 2017 года, а 24 октября 2017 года он был выпущен на цифровых платформах. На Rotten Tomatoes фильм имеет рейтинг одобрения 100 %, основанный на 23 отзывах, со средним рейтингом 7,55/10.
Брайс и Дупласс объявили о планах по созданию третьего фильма, а в марте 2020 года заявили, что изо всех сил пытаются придумать концепцию, поскольку хотят, чтобы третий фильм был «супер вдохновлённым».
В июне 2024 года Брайс и Дюпласс объявили о создании сериала основанного на франшизе, название которого заявлено как «The Creep Tapes».  В анонсе проект описан так: «Сериал основан на коллекции видеокассет, хранящихся в секретном хранилище самого опасного и социально неловкого серийного убийцы в мире, который нанимает своих жертв для того, чтобы они снимали его в течение дня под ложными предлогами. Каждая серия раскрывает новую жертву из одной из легендарных "Крип Тейпс".»